# شینران
شینران (به ژاپنی: 親鸞 Shinran) (۲۱ مه، ۱۱۷۳ –۱۶ ژانویه، ۱۲۶۳) راهب بودایی ژاپنی بود که در سال ۱۲۲۴ فرقه شین بودیسم (جودو شینشو) را تأسیس کرد.